# Århus hamn
Århus hamn (danska: Aahus Havn) är en hamn i Århus, Danmark. Hamnen hanterar omkring tio miljoner ton varor per år. Det gör den till Danmarks dominerande containerhamn. Omkring 10 % av den danska utrikeshandeln går via hamnen. Hamnen har haft sitt nuvarande läge sedan 1845 då den flyttade från en plats vid Århus å.